# Митридат II (царь Коммагены)
Митридат II Антиох Эпифан Филоромэй Филэллин Монокрит (др.-греч. Μιθριδάτης Αντίοχος Επιφανής Φιλορώμειος Φιλέλλην), или Митридат II Коммагенский — царь Коммагены в 38-20 до н. э. Был сыном Антиоха Теоса и царицы Исии.

## Биография
Согласно Плутарху, Митридат II был союзником римского триумвира Марка Антония. В 31 г. до н. э. участвовал в битве при Акциуме против флота Августа. После поражения Брута Митридат стал союзником Августа. Последний заставил отдать во владения Рима коммагенскую деревню Зурма для проход через Евфрат в римскую провинцию Сирия.
Митридат имел прозвища «Филэллин» (от др.-греч. Φιλέλλην, друг греков) и «Филоромэй» (от др.-греч. Φιλορώμειος, друг римлян). У Митридата был брат Антиох, наследник престола Коммагены.
Ссылаясь на надписи из турецкой деревни Софраз, Митридат имел жену Лаодику и сына Митридата III.
Умер Митридат в 20 до н. э. на 18-м году правления.